# زمین‌لغزش سیمره

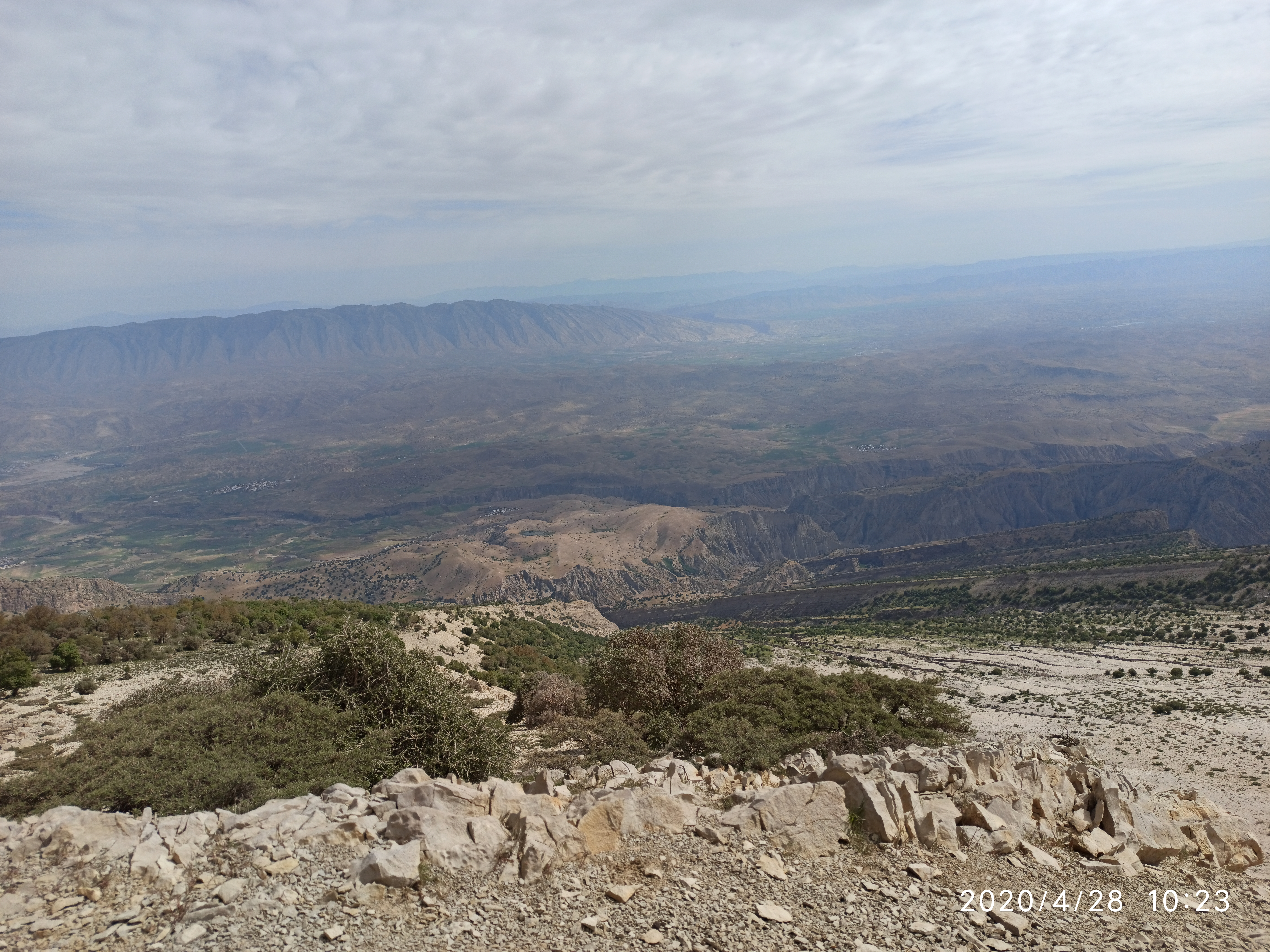
زمین لغزش سیمره از نمای بالا بسمت استان لرستان

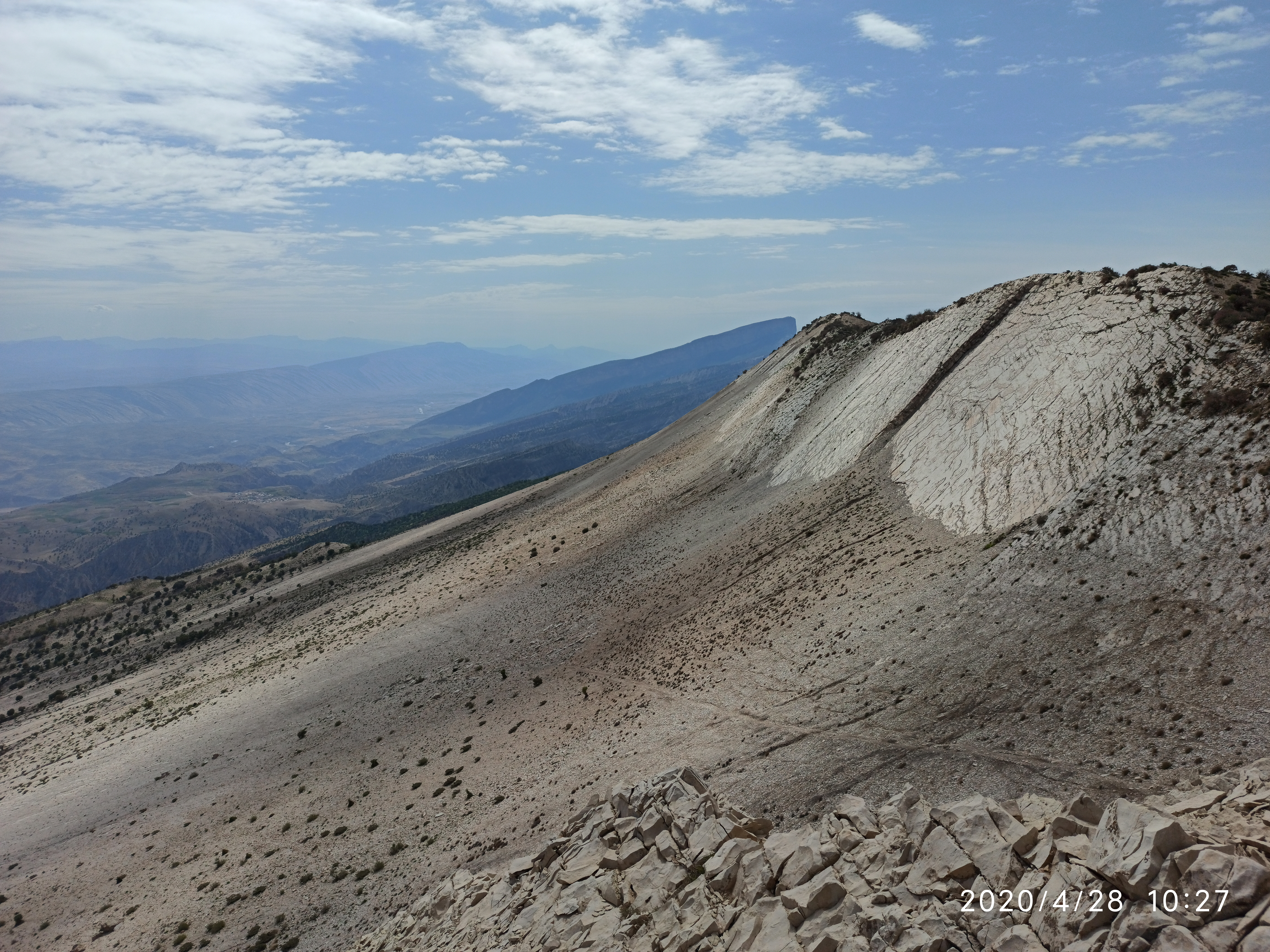
نمای نزدیک از قسمت شروع ریزش زمین

ابرزمین لغزش سیمره در دامنه شمال خاوری کبیرکوه در مرز استان‌های لرستان و ایلام و در منطقه ماژین رخ داده است. سیمره بزرگترین و گسترده‌ترین زمین لغزش جهان است. این لغزش نزدیک به ۱۱۰۰۰ سال پیش روی داده است. به‌نظر می‌رسد یک زمین لرزه بزرگ ورقه‌ای به ستبرای ۳۰۰ متر و درازای ۱۴ کیلومتر از آهک آسماری را به ناگهان از روی یال شرقی کبیر کوه به پایین سُر داده است. این تودهٔ گران پس از برخورد با زمین و متلاشی شدن، به پیرامون پرتاب شده و تکه‌های آن که گاه به ۲۰ متر مکعب نیز می‌رسیده است، در پهنه‌ای بیش از ۱۰۰ کیلومتر مربع پراکنده شده‌اند. این توده کم و بیش ۱۹ کیلومتر را پشت سر گذارده است، از روی تاقدیس میله کوه جهیده و به آنسو فروافتاده است. در آن هنگام با بسته شدن رودخانه‌های کشکان و سیمره، دریاچه بزرگی که ۱۸۰ متر طول و ۱۳۰ متر ژرفا داشته پدید آمده بود که اکنون بازمانده‌های آن به گونه آبگیرهایی در منطقه دیده می‌شوند. توده بزرگ لغزیده را اکنون در راه پلدختر به دره‌شهر و همچنین پیرامون تنگ فنی می‌توان دید که به ریخت یک توده درهم از گران‌سنگ‌ها، خاک و دیگر موارد خرد شده هستند. زمین لغزش سیمره یک رویداد بی‌همتا در جهان است که گونه‌های زیادی از پدیده‌های لغزش را نمایش می‌دهد و یکی از شگفتی‌های زمین‌شناختی ایران است.